# Biatora aegrefaciens
Biatora aegrefaciens (Printz.),  es una especie de liquen crustáceo que vive principalmente en la corteza de los árboles caducifolios. Esta especie presenta un color grisáceo en su superficie y amarillo pardo tanto en el epitecio como en el hipotecio mientras que el margen es más claro llegando a blanco en algunos individuos. Por lo general este liquen no presenta soredios en su superficie; la reproducción tiene lugar solo por parte del micobionte mediante ascosporas septadas elípticas de entre 14 y 19 micras de diámetro. En esta especie aparecen como metabolitos secundarios de la simbiosis las consideradas como sustancias liquénicas ácido lecanórico y ácido girofórico.